# Festival Internacional de Cinema de Sant Sebastià 1961
La 9a edició del Festival Internacional de Cinema de Sant Sebastià va tenir lloc entre el 8 i el 17 de juliol de 1961.

## Desenvolupament
Fou inaugurat el 8 de juliol de 1961 pel Director general de Cinematografia i Teatre Jesús Suevos Fernández-Jove amb la projecció de la pel·lícula argentina Hijo de hombre de Lucas Demare, protagonitzada per Francisco Rabal i Olga Zubarry. Entre les celebritats que visitaren el festival cal destacar les actrius mexicanes Dolores del Río i Pina Pellicer, les italianes Sylva Koscina i Franca Bettoia, Anita Ekberg, l'anglesa Billie Whitelaw i l'alemany Gert Fröbe.
El dia 10 es van projectar Un tipus dur de Marlon Brando i L'imprevisto d'Alberto Lattuada. El dia 11 The Naked Edge de Michael Anderson, que va ser l'última pel·lícula de Gary Cooper i la polonesa Odwiedziny prezydenta de Jan Batory. El dia 13 fou exhibida l'alemanya Der Gauner und der liebe Gott d'Axel von Ambesser, considerada com a "inadequada" per la Festival per la crítica del diari ABC. El dia 14 es van exhibir Very Important Person i Il sicario. El dia 17, després d'exhibir-se Milagro a los cobardes es van atorgar els premis de l'edició.

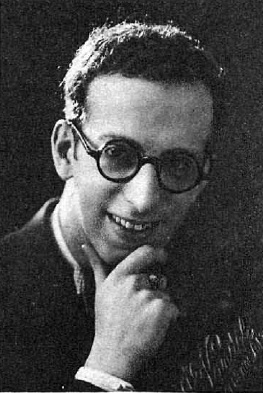
Carlos Fernández Cuenca

## Jurat oficial

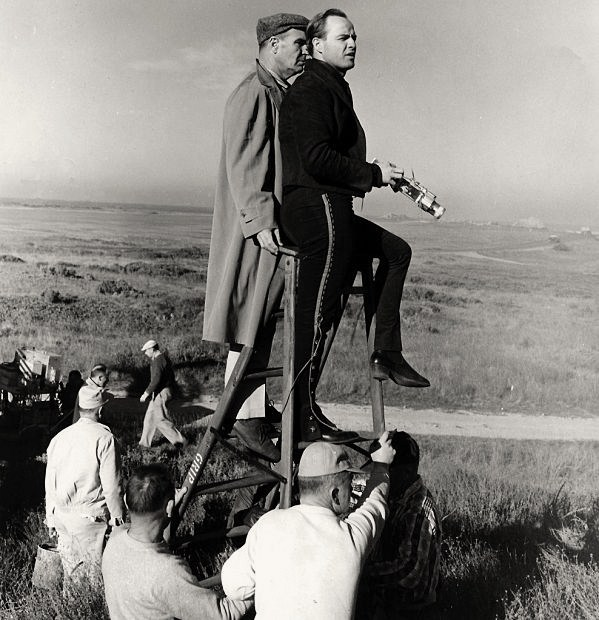
Marlon Brando en el rodatge d'Un tipus dur

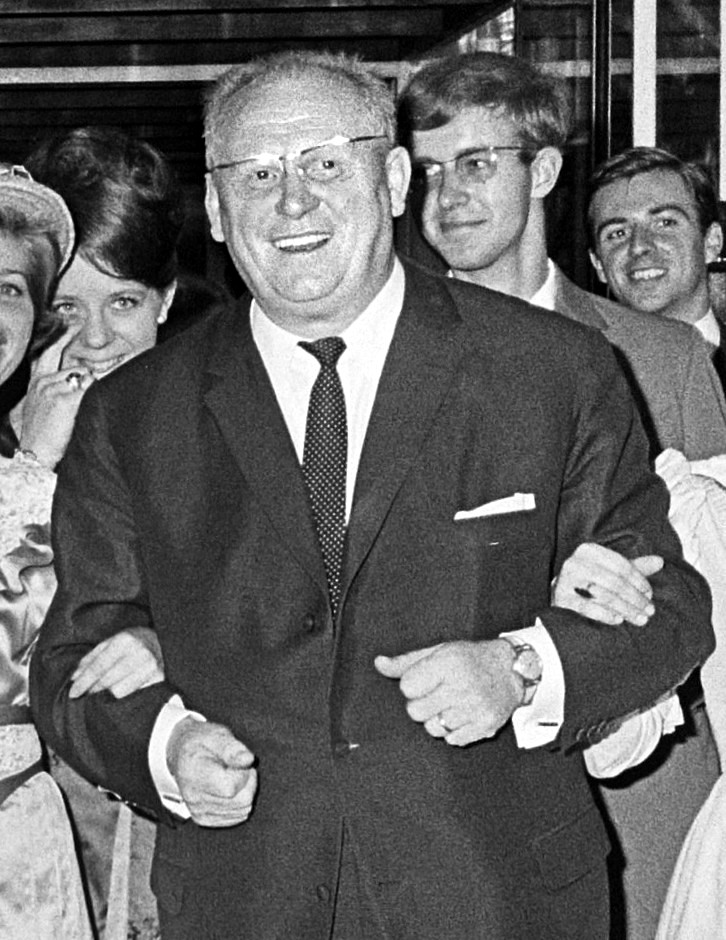
Gert Froebe

- Carlos Fernández Cuenca
- Guido Cincotti
- John Gillett
- Adolfo Marsillach
- Robert Neville

## Retrospectives
Les retrospectives d'aquesta edició es van dedicar a Georges Méliès, a Emilio Fernández Romo i al cinema japonès.

## Selecció oficial
Les pel·lícules de la selecció oficial de 1961 foren:
- 101 dàlmates de Wolfgang Reitherman
- A raça d'Augusto Fraga
- Der Gauner und der liebe Gott d'Axel von Ambesser
- Hijo de hombre de Lucas Demare
- Hollywood: The Golden Years de David L. Wolper  (fora de concurs)
- I mongoli d'André de Toth, Riccardo Freda i Leopoldo Savona
- Il sicario de Damiano Damiani  (fora de concurs)
- L'imprevisto d'Alberto Lattuada
- La cárcel de Cananea de Gilberto Gazcón
- Les Honneurs de la guerre de Jean Dewever
- Milagro a los cobardes de Manuel Mur Oti
- Odwiedziny prezydenta de Jan Batory
- Un tipus dur de Marlon Brando
- The Naked Edge de Michael Anderson
- Very Important Person de Ken Annakin
- Všude žijí lidé de Jiří Hanibal i Stepán Skalský

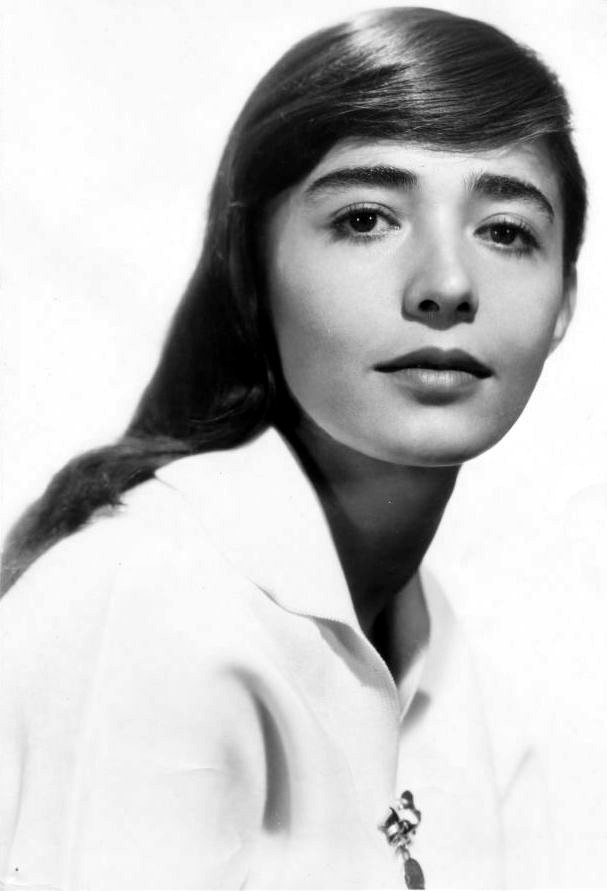
Pina Pellicer

## Palmarès
Els premis atorgats aquell any foren:
- Conquilla d'Or a la millor pel·lícula Un tipus dur, de Marlon Brando
- Conquilla de Plata Odwiedziny prezydenta, de Jan Batory
- Premi Sant Sebastià al millor director: Alberto Lattuada per L'imprevisto
- Premi Sant Sebastià d'interpretació femenina: Pina Pellicer, per Un tipus dur, de Marlon Brando
- Premi Sant Sebastià d'interpretació masculina: Gert Fröbe, per Der Gauner und der liebe Gott d'Axel von Ambesser
- Conquilla d'Or (curtmetratge): Pasajes tres, de Javier Aguirre Fernández
- Premi Perla del Cantàbric al millor llargmetratge de parla hispana: Hijo de hombre, de Lucas Demare
- Premi Perla del Cantàbric al millor curtmetratge de parla hispana: Río Arriba, d'Adolfo Garnica